# Райна Ковачева
Райна Иванова Ковачева, по баща Поменова, е българска оперна певица. Съпруга е на генерал Антон Ковачев.

## Биография
Родена е в 1880 година в Прилеп, тогава в Османската империя, в семейството на Иван Поменов и съпругата му Султана. Семейството ѝ се преселва в Свободна България, живеят в Никопол, където баща ѝ е оценител в митницата, а след това в София.
Райна Поменова завършва Първа софийска девическа гимназия. Пее в църковен хор. Омъжва се за Антон Ковачев от Щип, български военен, също голям любител на музиката и флейтист. След като заминават за Санкт Петербург заедно с двете си деца, за да учи той в Николаевската инженерна академия, тя следва във Висшето музикално училище, което завършва като първенец. Усвоява голям оперен и концертен репертоар. От Петербург донасят в България многобройни литературни произведения и почти всички опери, които са издадени, стотици романси, дуети и други.
След завръщането си в София пее в Народната опера в продължение на близо 15 години. Изнася концерти с благотворителна цел. Пее на празниците на Македонските братства, в Инвалидния дом, на студентски концерти, в сиропиталища. По време на Балканските войни посещава военни обекти, като изнася концерти. Пее няколко сезона и в Пловдив, с трупата на Нерсес Гукасов от Петербургската опера. Почти до напреднала възраст продължава да пее.
Наградена е с Орден за гражданска за гражданска заслуга и с други отличия.
Умира на 19 април 1967 година в София.

## Галерия
- Райна Ковачева на първия си концерт в София, 1911 година
- Райна Ковачева след първия си концерт в София, 1911 година
- Райна Ковачева в ролята на принцесата в „Еврейката“ на Халеви [1927]
- Райна Ковачева в ролята на Микаела от „Кармен“ на Бизе [1927]
- Райна Ковачева с майка си Султана Поменова и децата си в Бояна [1920]

## Родословие
|  |  |  |  |  |  |  |  |  |  |  |  |  |  |  |  | Ангел Поменов                    |                                  |                                  |                                  |                                  |                                  |  |  |                              |                              |                              |                              |                              |                              |  |  |                             |                             |                             |                             |                             |                             |  |  |  |  |  |  |
|  |  |  |  |  |  |  |  |  |  |  |  |  |  |  |  |                                  |                                  |                                  |                                  |                                  |                                  |  |  |                              |                              |                              |                              |                              |                              |  |  |                             |                             |                             |                             |                             |                             |  |  |  |  |  |  |
|  |  |  |  |  |  |  |  |  |  |  |  |  |  |  |  | Константин Поменов (1850 – 1913) | Константин Поменов (1850 – 1913) | Константин Поменов (1850 – 1913) | Константин Поменов (1850 – 1913) | Константин Поменов (1850 – 1913) | Константин Поменов (1850 – 1913) |  |  | Иван Поменов                 | Иван Поменов                 | Иван Поменов                 | Иван Поменов                 | Иван Поменов                 | Иван Поменов                 |  |  |                             |                             |                             |                             |                             |                             |  |  |  |  |  |  |
|  |  |  |  |  |  |  |  |  |  |  |  |  |  |  |  | Константин Поменов (1850 – 1913) | Константин Поменов (1850 – 1913) | Константин Поменов (1850 – 1913) | Константин Поменов (1850 – 1913) | Константин Поменов (1850 – 1913) | Константин Поменов (1850 – 1913) |  |  | Иван Поменов                 | Иван Поменов                 | Иван Поменов                 | Иван Поменов                 | Иван Поменов                 | Иван Поменов                 |  |  |                             |                             |                             |                             |                             |                             |  |  |  |  |  |  |
|  |  |  |  |  |  |  |  |  |  |  |  |  |  |  |  | Светослав Поменов (1887 – 1945)  | Светослав Поменов (1887 – 1945)  | Светослав Поменов (1887 – 1945)  | Светослав Поменов (1887 – 1945)  | Светослав Поменов (1887 – 1945)  | Светослав Поменов (1887 – 1945)  |  |  | Райна Ковачева (1880 – 1967) | Райна Ковачева (1880 – 1967) | Райна Ковачева (1880 – 1967) | Райна Ковачева (1880 – 1967) | Райна Ковачева (1880 – 1967) | Райна Ковачева (1880 – 1967) |  |  | Антон Ковачев (1877 – 1931) | Антон Ковачев (1877 – 1931) | Антон Ковачев (1877 – 1931) | Антон Ковачев (1877 – 1931) | Антон Ковачев (1877 – 1931) | Антон Ковачев (1877 – 1931) |  |  |  |  |  |  |
|  |  |  |  |  |  |  |  |  |  |  |  |  |  |  |  | Светослав Поменов (1887 – 1945)  | Светослав Поменов (1887 – 1945)  | Светослав Поменов (1887 – 1945)  | Светослав Поменов (1887 – 1945)  | Светослав Поменов (1887 – 1945)  | Светослав Поменов (1887 – 1945)  |  |  | Райна Ковачева (1880 – 1967) | Райна Ковачева (1880 – 1967) | Райна Ковачева (1880 – 1967) | Райна Ковачева (1880 – 1967) | Райна Ковачева (1880 – 1967) | Райна Ковачева (1880 – 1967) |  |  | Антон Ковачев (1877 – 1931) | Антон Ковачев (1877 – 1931) | Антон Ковачев (1877 – 1931) | Антон Ковачев (1877 – 1931) | Антон Ковачев (1877 – 1931) | Антон Ковачев (1877 – 1931) |  |  |  |  |  |  |